# Kirundo
Kirundo é uma província do Burundi. Sua capital é a cidade de Kirundo.

## Comunas
Kirundo está dividida em 7 comunas:
- Bugabira
- Busoni
- Bwambarangwe
- Gitobe
- Kirundo
- Ntega
- Vumbi

## Demografia
| 2001    | 2011    |
| 533.132 | 690.372 |